# Wilhelm Laubenthal
Wilhelm Laubenthal (geboren am 30. Januar 1914 in Merzig; gestorben 1992 ebenda) war ein deutscher Gymnasialdirektor und Heimatforscher.

## Leben
Der als Sohn eines Bäckermeisters geborene Laubenthal nahm nach dem Abitur am städtischen Reformgymnasium Merzig im Jahr 1933 ein Lehramtsstudium der Fächer Germanistik, Geschichte und Geografie an den Universitäten Wien, München und Frankfurt am Main auf, das er 1938 mit der wissenschaftlichen und 1940 mit der pädagogischen Prüfung abschloss. Bereits ein Jahr zuvor war er an der Johann Wolfgang von Goethe-Universität Frankfurt a. M. mit einer Dissertation zum Thema „Der Gedanke einer geistigen Erneuerung Deutschlands im deutschen Schrifttum von 1872 bis zum Weltkrieg. Zusammenhänge und Abwandlungen“ zum Dr. phil. promoviert worden.
Laubenthal trat am 12. Juni 1935 der SA, in der er seit dem 30. Januar 1941 als Obersturmmann und Pressewart des Sturmes 11/30 diente, und zum 1. November 1935 der NSDAP bei (Mitgliedsnummer 6.914.880), wo er seit dem 1. März 1939 als Kreishauptstellenleiter fungierte. Darüber hinaus war er seit dem 1. April 1939 Mitglied der NSV (Mitgliedsnummer 12.608.196), seit dem 1. Oktober 1940 des NSLB (Mitgliedsnummer 436.686) und seit dem 1. April 1941 Mitglied des Reichskolonialbundes. Er leistete seinen Vorbereitungsdienst in Merzig und Wuppertal und legte im November 1940 am Beethoven-Gymnasium Bonn das Zweite Staatsexamen ab. Hierdurch erwarb er die Lehrbefähigung für die Fächer Deutsch, Geschichte und Reichskunde. Anschließend war er als Studienassessor an der Oberschule für Mädchen in Merzig (1940–1943) und der Oberschule für Mädchen in Homburg (1943–1945) beschäftigt. Zwischen August 1942 und August 1944 war Laubenthal zum Militärdienst eingezogen und wurde am 5. Februar 1944 mit dem Kriegsverdienstkreuz II. Klasse mit Schwertern ausgezeichnet. Er diente zunächst von September 1938 bis Januar 1939 beim Infanterie-Regiment 81 Frankfurt a. M., anschließend von August bis Dezember 1942 beim Landes-Schützen-Ersatz-Bataillon 12 in Mainz und anschließend bei der Pionierschule für schweren Brückenbau in Speyer im Dienstgrad eines Gefreiten.
Nach Kriegsende kehrte er als Gymnasiallehrer für die Fächer Deutsch, Geschichte und Staatsbürgerkunde nach Merzig zurück, wo er zunächst im Oktober und November 1945 sowie zwischen 1947 und 1960 am Mädchengymnasium unterrichtete (von 1958 bis 1962 als kommissarischer Leiter). Anschließend übernahm der inzwischen zum Oberstudiendirektor beförderte Laubenthal die Schulleitung des Staatlichen Realgymnasiums Merzig, die er bis zu seiner Pensionierung 1976 innehatte.
Laubenthal engagierte sich zunächst für die CVP und seit 1955 für CDU kommunalpolitisch und gehörte von 1949 bis 1956 als Mitglied dem Stadtrat Merzig und später auch dem Kreisrat an. 1953 wurde er zum Ersten Beigeordneten des Kreistags Merzig gewählt. Er veröffentlichte zudem zahlreiche heimatgeschichtliche Untersuchungen.

## Veröffentlichungen (Auswahl)
- Der Gedanke einer geistigen Erneuerung Deutschlands im deutschen Schrifttum von 1871 bis zum Weltkrieg. Zusammenhänge und Abwandlungen (= Frankfurter Quellen und Forschungen zur germanischen und romanischen Philologie. Band 22). Diesterweg, Frankfurt a. M. 1938. Zugleich Dissertationsschrift. (Google).
- Ein Jahrhundert Schwestern vom Heiligen Karl Borromäus in Merzig 1854–1954. Merzig 1954.
- Hundert Jahre Kreissparkasse Merzig 1857–1957. Merziger Druckerei und Verlag, Merzig 1957.
- Die Synagogengemeinden des Kreises Merzig. Merzig – Brotdorf – Hilbringen 1648–1942. Saarbrücker Druckerei und Verlag, Saarbrücken 1984.
- Die Kapellen der Kernstadt Merzig. Entstehung, Zeitgeist und religiöse Bedeutung. Merziger Druckerei und Verlag, Merzig 1985.